# Antagonisty receptora H2
Antagonisty receptora H2, blokery receptora H2 (ATC A 02 BA) – grupa leków wprowadzona do lecznictwa w roku 1972, których mechanizm działania oparty jest na blokowaniu receptora histaminergicznego H2, dzięki czemu zatrzymany zostaje zależny od histaminy mechanizm zwiększający produkcję soku żołądkowego i jego głównego składnika, czyli kwasu solnego. Blokują one, w różnym stopniu (w zależności od substancji czynnej), wydzielanie spoczynkowe kwasu solnego, na przykład wywołane przez bodziec pokarmowy, histaminę lub pentagastrynę.
Leki te stosuje się w leczeniu choroby wrzodowej, zespołu Zollingera-Ellisona, choroby refluksowej i dyspepsji, ale są one w coraz większym stopniu wypierane przez inhibitory pompy protonowej, które wykazują silniejsze działanie hamujące wydzielanie kwasu solnego.
Niektóre z antagonistów receptora H2 stosowane w lecznictwie:
- cymetydyna (lek prototypowy wprowadzony na rynek amerykański w 1979)
- ranitydyna
- famotydyna
- roksatydyna
- nizatydyna